# Culcas
Culcas o Culchas, de ascendencia indoeuropea que, según fuentes grecorromanas, fue un rey íbero que en el año 209 a. C., en el marco de las luchas entre Roma con Escipión y los cartagineses, aportó al ejército romano alrededor de 3000 infantes y 500 jinetes procedentes de su dominio sobre 28 ciudades (oppida).
En 197 a. C. se levantó en armas contra la república romana, probablemente como consecuencia de una mayor tributación, encabezando las fuerzas de 17 ciudades  que controlaba, en la denominada revuelta íbera (197-195 a. C.).